# Eremosparton flaccidum
Eremosparton flaccidum là một loài thực vật có hoa trong họ Đậu. Loài này được Litv. miêu tả khoa học đầu tiên.